# Rezerwat przyrody Jezioro Orchowe
Jezioro Orchowe – torfowiskowy rezerwat przyrody znajdujący się na terenie gminy Włodawa, w powiecie włodawskim, w województwie lubelskim. Leży w granicach Sobiborskiego Parku Krajobrazowego, na terenie Nadleśnictwa Sobibór i miejscowości Żłobek, na terenie Rezerwatu Biosfery „Polesie Zachodnie”.

## Charakterystyka
Jezioro zajmujące wydłużone obniżenie w dolinie Bugu ma powierzchnię 8,42 ha i jest akwenem dystroficznym. Brzegi ma niskie i dostępne, od południa ma piaszczyste pobrzeże. Jest płytkie (do jednego metra), bezodpływowe, z warstwą gytii o szacunkowej miąższości około 10 metrów. W okolicy przeważają gleby bielicowe wytworzone na bazie piasków słabogliniastych i luźnych, jak również gleby bagienne z torfów niskich i przejściowych. Fragmentarycznie istnieją w tym rejonie gleby murszowe oraz mułowo-bagienne.
Podstawowe dane o rezerwacie:
- powierzchnia (według aktu powołującego) – 58,03 ha
- powierzchnia (dane nadesłane z nadleśnictwa) – 58,23 ha
- rok utworzenia – 1996
- dokument powołujący – Zarządzenie Ministra Ochrony Środowiska, Zasobów Naturalnych i Leśnictwa z dnia 12 listopada 1996 roku w sprawie uznania za rezerwat przyrody (MP nr 75, poz. 680).
- przedmiot ochrony (według aktu powołującego) – zachowanie ze względów naukowych i dydaktycznych jeziora oraz otaczających go torfowisk z unikatową florą naczyniową.

## Przyroda
Badania terenowe jeziora i okolic z 1987 pozwoliły tu wyodrębnić zbiorowiska roślin wodnych (stosunkowo ubogie), przybrzeżnych, torfowisk przejściowych i lasów. W latach 70. XX wieku istniały w akwenie zwarte łąki z ramienicą kruchą, które jednak w latach następnych wyginęły. W jeziorze pozostały płaty związków Phragmition (szuwaru właściwego) przechodzące, zwłaszcza na wschodzie, w szuwary turzycowe, a od zachodu w torfowisko przejściowe. Jego okrajkowe, okresowo podtapiane fragmenty, porastają lasy i zarośla klas Alnetea glutinosae, otoczone borami klasy Vaccinio-Piceetea. Suchsze miejsca porasta bór mieszany wilgotny, a obszary przejściowe pomiędzy torfowiskiem, a podmokłym podłożem mineralnym – bory bagienne i trzęślicowe.
Na terenie rezerwatu oznaczono 34 zespoły roślinne. Występują tu rośliny rzadkie i chronione. Należą do nich: brzoza niska, wierzba borówkolistna, wierzba lapońska, wierzba rokita, widłak jałowcowaty, widłak goździsty, grążel żółty, rosiczka długolistna, rosiczka okrągłolistna, płucnica islandzka, bagno zwyczajne, grzybienie północne, kruszyna pospolita, żurawina błotna, modrzewnica pospolita, pływacz zwyczajny, pływacz średni, starzec błotny, przygiełka biała, bagnica torfowa, turzyca strunowa, turzyca obła, turzyca bagienna oraz turzyca dwupienna.

## Galeria (zdjęcia przykładowe)

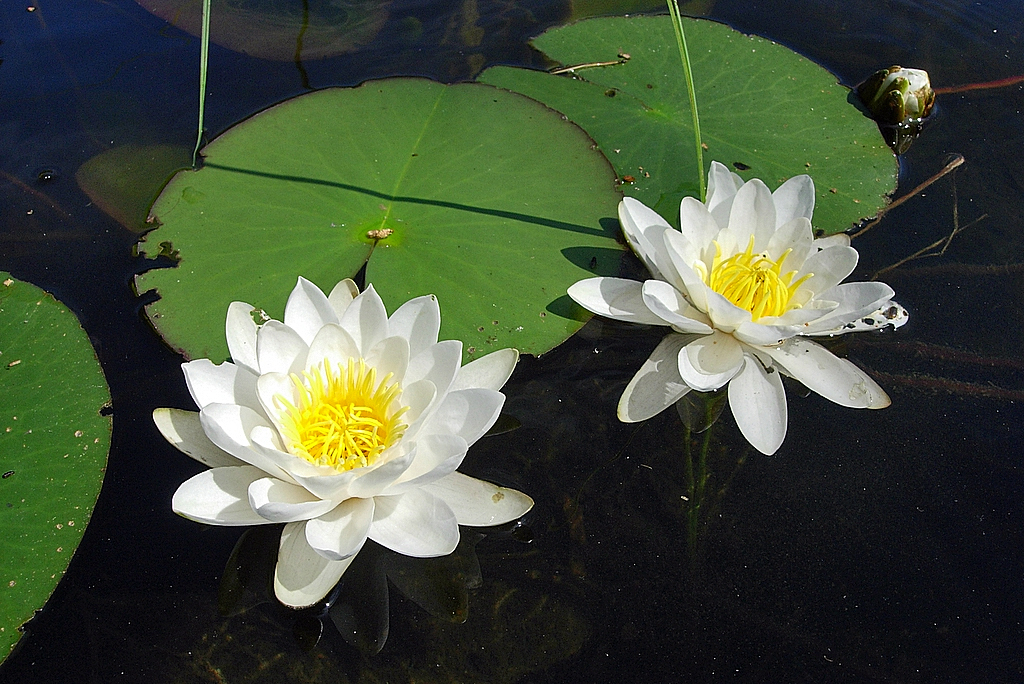
Grzybienie północne
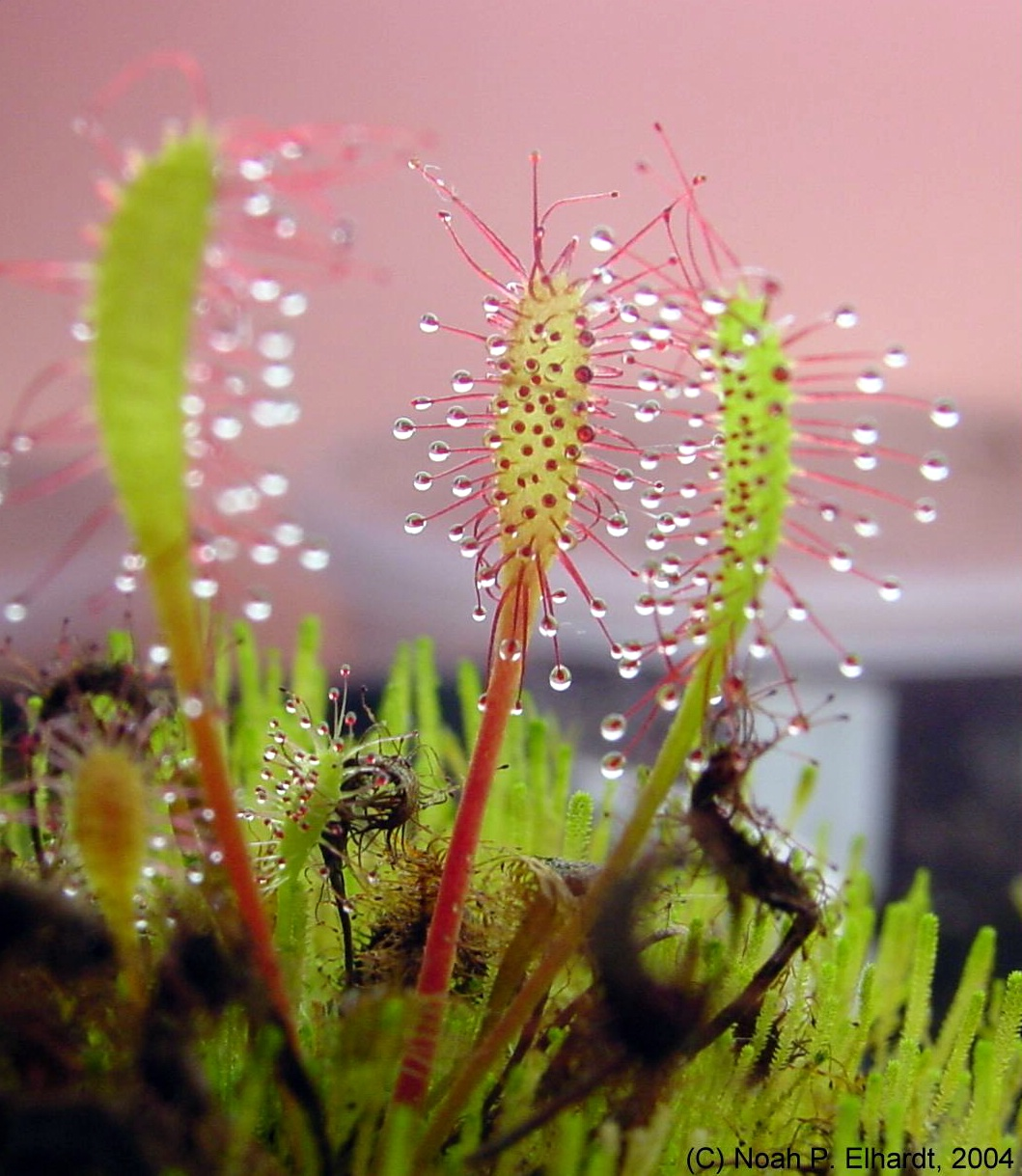
Rosiczka długolistna
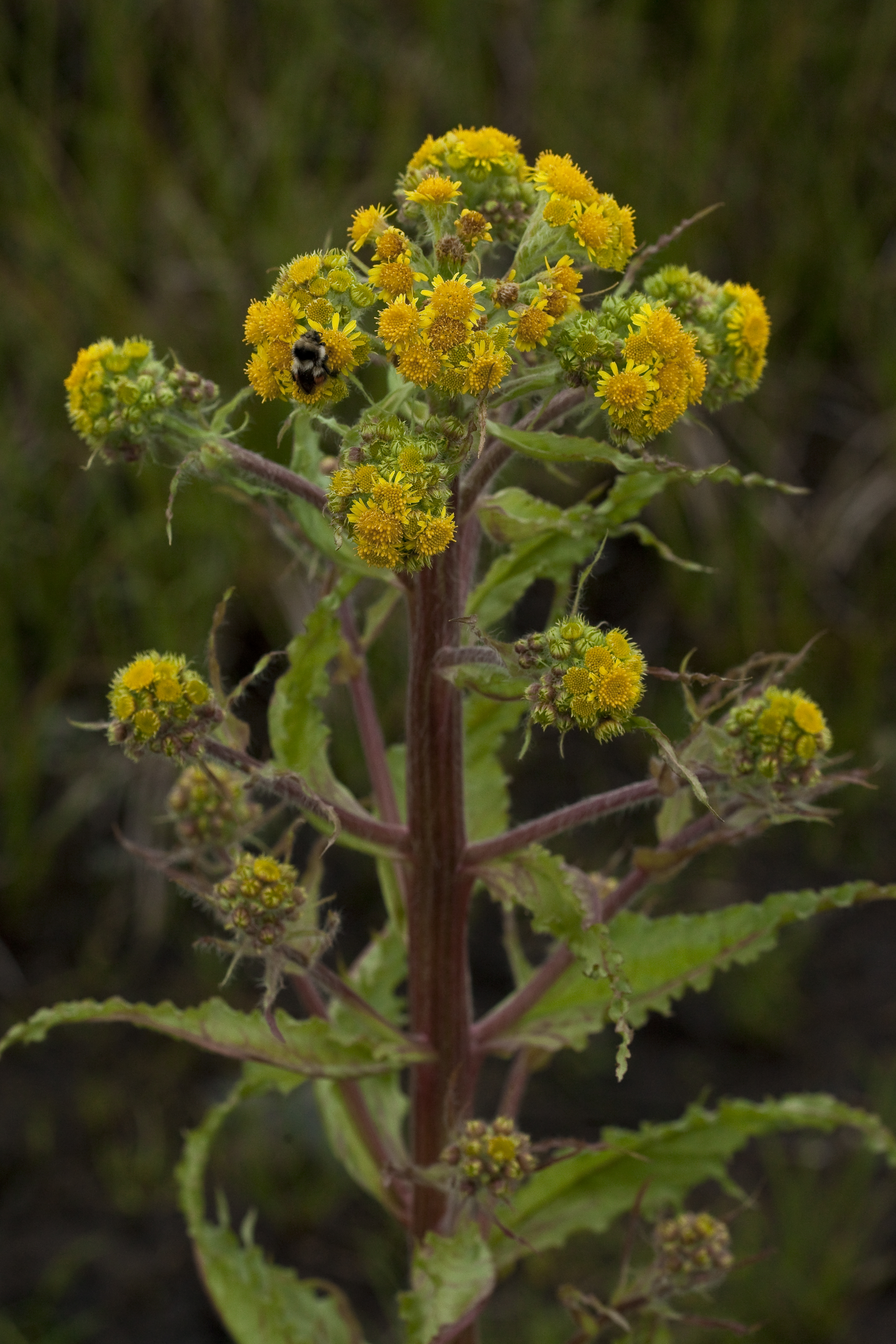
Starzec błotny